# Celeste (grupo musical)
Celeste foi um grupo de rock progressivo, fundado em 1972, a Sanremo.

## História
O Celeste, assim como o Museo Rosenbach, se formou em Sanremo, em setembro de 1972 a partir da dissolução do grupo Il Sistema, sob iniciativa de Ciro Perrino, percussão, flauta e mellotron, e Leonardo Lagorio, flauta, sax e teclados, para endereçar a sua música a ambientes mais clássicos e acústicos no que diz respeito à experiência anterior. Para compor o grupo foi chamado Mariano Schiavolini que, estudante de violino, clarinetista e guitarrista, compôs as melodias do primeiro álbum do grupo a partir de letras de Perrino. Para completar a formação foram chamados Giorgio Battaglia, ao baixo, Marco Tudini, flauta, sax e percussões, e Riccardo Novero, no violoncelo, além da cantora inglesa Nikki Berenice Burton.
Em 1973, foi completada a composição do primeiro álbum e foram iniciadas as provas em estúdio, mas a cantora decidiu voltar para o Reino Unido para prosseguir sua carreira solista, sendo substituída por Perrino. Novero deixou o grupo para se deicar à carreira de concertista e Marco Tudini deixou a Itália para procurar sorte também no Reino Unido. Os quatro músicos, Battaglia, Lagorio, Perrino e Schiavolini completaram as gravações do disco nos primeiros meses de 1974, mas inexplicavelmente, o disco só foi lançado em janeiro de 1976 com o título Principe di un giorno pela etiqueta Grog.
Após a saída do primeiro disco houve algumas mudanças na formação do grupo graças ao ingresso de Francesco Di Masi, na bateria, com Perrino como cantor, tecladista e flautista. A banda começou a fazer gravações de novas músicas caracterizadas por uma impostação mais jazz-rock em relação ao primeiro álbum, mas em 1977, a banda se desfez por conta de dissabores artísticos e o segundo disco só foi lançado em 1991 pela Mellow com o título de Celeste II.
Um terceiro álbum, produzido como trilha sonora, incluiu também duas músicas de Principe di un giorno, foi publicado em 1992 com o título I suoni di una sfera.
Após a dissolução do Celeste, Ciro Perrino tocou em alguns grupos e, em 1980, realizou o seu álbum de solista intitulado Solare. Funda com Mauro Moroni, em 1991, a etiqueta discográfica Mellow, que se distinguiu na recuperação e reedição em CD dos principais álbuns do rock progressivo italiano.

## Formação
- Ciro Perrino: voz solista, bateria, percussões, flauta, teclados
- Leonardo Lagorio: teclados, flauta, sax
- Mariano Schiavolini: guitarra, violino, clarinete
- Giorgio Battaglia: baixo

## Discografia
- 1976: Principe di un giorno (Grog)
- 1991: Celeste II (Mellow)
- 1992: I suoni in una sfera (Mellow)